# Lobo temporal
O lobo temporal é um dos quatro lobos principais do córtex cerebral no cérebro dos mamíferos . O lobo temporal está localizado abaixo da fissura lateral em ambos os hemisférios cerebrais do cérebro dos mamíferos.
O lobo temporal está envolvido no processamento de informações sensoriais em significados derivados para a retenção apropriada da memória visual, compreensão da linguagem e associação de emoções. Temporal refere-se à têmpora da cabeça.

## Estrutura
O lobo temporal consiste em estruturas vitais para a memória declarativa ou de longo prazo. A memória declarativa (denotativa) ou explícita é a memória consciente dividida em memória semântica (fatos) e memória episódica (eventos). As estruturas do lobo temporal medial que são críticas para a memória de longo prazo incluem o hipocampo, juntamente com a região hipocampal circundante que consiste nas regiões neocorticais perirrinal, parahipocampal e entorrinal. O hipocampo é crítico para a formação da memória, e o córtex temporal medial circundante é atualmente teorizado como crítico para o armazenamento da memória. Os córtices pré-frontal e visual também estão envolvidos na memória explícita.
A pesquisa mostrou que lesões no hipocampo de macacos resultam em comprometimento limitado da função, enquanto lesões extensas que incluem o hipocampo e o córtex temporal medial resultam em comprometimento grave.

## Função

### Memórias visuais
O lobo temporal se comunica com o hipocampo e desempenha um papel fundamental na formação da memória explícita de longo prazo modulada pela amígdala.

### Processamento da entrada sensorial
Auditivo
Áreas adjacentes nas partes superior, posterior e lateral dos lobos temporais estão envolvidas no processamento auditivo de alto nível. O lobo temporal está envolvido na percepção auditiva primária, como a audição, e contém o córtex auditivo primário . O córtex auditivo primário recebe informações sensoriais dos ouvidos e as áreas secundárias processam as informações em unidades significativas, como fala e palavras. O giro temporal superior inclui uma área (dentro da fissura lateral) onde os sinais auditivos da cóclea alcançam primeiro o córtex cerebral e são processados pelo córtex auditivo primário no lobo temporal esquerdo.
Visual
As áreas associadas à visão no lobo temporal interpretam o significado dos estímulos visuais e estabelecem o reconhecimento de objetos. A parte ventral dos córtices temporais parece estar envolvida no processamento visual de alto nível de estímulos complexos, como rostos ( giro fusiforme ) e cenas ( giro para-hipocampal ).  As partes anteriores deste fluxo ventral para processamento visual estão envolvidas na percepção e reconhecimento de objetos.

### Reconhecimento de idioma
O lobo temporal contém o córtex auditivo primário, que é importante para o processamento da semântica na linguagem e na visão em humanos. A área de Wernicke, que abrange a região entre os lobos temporal e parietal, desempenha um papel fundamental (em conjunto com a área de Broca no lobo frontal ) na compreensão da linguagem, seja na linguagem falada ou na linguagem de sinais . A imagem FMRI mostra que essas partes do cérebro são ativadas por línguas de sinais ou faladas. Essas áreas do cérebro estão ativas na aquisição da linguagem das crianças, seja acessada por meio da audição de uma língua falada, da observação de uma língua de sinais ou por meio de versões táteis de uma língua de sinais
As funções do lobo temporal esquerdo não se limitam à percepção de baixo nível, mas estendem-se à compreensão, nomeação e memória verbal.

### Novas memórias
Acredita-se que os lobos temporais mediais (próximos ao plano sagital ) estejam envolvidos na codificação da memória declarativa de longo prazo. Os lobos temporais mediais incluem os hipocampos, que são essenciais para o armazenamento da memória, portanto danos nesta área podem resultar em prejuízo na formação de novas memórias levando à amnésia anterógrada permanente ou temporária.

## Significado clínico

### Localização de lesão

#### Lesão temporal unilateral
- Quadrantanopia superior homônima contralateral ( anopsia setorial)
- Alucinações complexas (olfato, som, visão, memória)

#### Hemisfério dominante
- Afasia receptiva
  - Afasia de Wernicke
  - Afasia anômica
- Dislexia
- Memória verbal prejudicada
- Agnosia de palavras, surdez de palavras

#### Hemisfério não dominante
- Memória não verbal prejudicada
- Habilidades musicais prejudicadas

#### Lesões bitemporais (características adicionais)
- Surdez
- Apatia (indiferença afetiva)
- Aprendizagem e memória prejudicadas
- Amnésia, síndrome de Korsakoff, síndrome de Klüver-Bucy

### Dano
Indivíduos que sofrem de danos no lobo temporal medial têm dificuldade em recordar estímulos visuais. Este défice de neurotransmissão não se deve à falta de percepção dos estímulos visuais, mas sim à incapacidade de interpretar o que é percebido. O sintoma mais comum de lesão do lobo temporal inferior é a agnosia visual, que envolve prejuízo na identificação de objetos familiares. Outro tipo menos comum de lesão do lobo temporal inferior é a prosopagnosia, que é uma deficiência no reconhecimento de rostos e na distinção de características faciais individuais únicas.
Danos especificamente na porção anterior do lobo temporal esquerdo podem causar a síndrome de savant.

### Transtornos
A doença de Pick, também conhecida como amnésia frontotemporal, é causada pela atrofia do lobo frontotemporal. Os sintomas emocionais incluem alterações de humor, das quais o paciente pode não estar ciente, incluindo falta de atenção e comportamento agressivo consigo mesmo ou com os outros. Os sintomas de linguagem incluem perda de fala, incapacidade de ler ou escrever, perda de vocabulário e degeneração geral da capacidade motora.
A epilepsia do lobo temporal é uma condição neurológica crônica caracterizada por convulsões recorrentes; os sintomas incluem uma variedade de alucinações sensoriais (visuais, auditivas, olfativas e gustativas), bem como uma incapacidade de processar memórias semânticas e episódicas.
A esquizofrenia é um transtorno psicótico grave caracterizado por desorientação grave. Seu sintoma mais explícito é a percepção de vozes externas na forma de alucinações auditivas. A causa de tais alucinações foi atribuída a déficits no lobo temporal esquerdo, especificamente no córtex auditivo primário. A diminuição da massa cinzenta, entre outros déficits celulares, contribui para a atividade neural espontânea que afeta o córtex auditivo primário como se estivesse experimentando entrada auditiva acústica. A deturpação da fala no córtex auditivo resulta na percepção de vozes externas na forma de alucinações auditivas em pacientes esquizofrênicos. As técnicas estruturais e funcionais de ressonância magnética foram responsáveis por essa atividade neural, testando indivíduos afetados e não afetados com estímulos auditivos externos.